# Pelze
O rio Pelze é um afluente do rio Mulde na Reserva da Biosfera do Meio Elba, próximo à confluência o Elba, entre as cidades de Dessau e Roßlau.
O curso d'água tem aproximadamente 1,5 km de comprimento e está conectado ao Leiner See e ao Löbben por meio de um canal. Lagos são alimentados pelo Kapengraben no Mulde. Durante as cheias no Mulde e no Elba, o Pelze também entra em contato com a Igel-Lache.
Com 21 espécies documentadas, o rio Pelze é considerado o rio mais rico em espécies desta reserva natural  . Em 1927, o Pelze foi designado como uma das primeiras áreas protegidas para mamíferos na Alemanha, especificamente como uma reserva para o castor europeu  .